# Орална терапија дијабетесне ретинопатије
Орална терапија дијабетесне ретинопатије, је нови облик лечења у истраживању болести мрежњаче у шећерној болести  једна је од компликација шећерне болести која доводи до оштећења мреже капилара која крвљу снабдева мрежњачу ока
Шећерна болест (ДМ) је метаболичка болест коју карактеришу високи нивои глукозе у крви, као и микроваскуларне и макроваскуларне промене. Према последњим статистикама, раст инциденције дијабетесне ретинопатије (ДР) је веома брз, а ДР је  једна од честих компликација шећерне болести која је водећи узрок слепила код радно активних људи.
Тренутни третмани за ДР, као што су ласерска фотокоагулација, локална ињекција кортикостероида, интравитреална ињекција агенаса антиваскуларног ендотелног фактора раста (ВЕГФ) и витреоретинална хирургија су применљиви само у касним стадијумима ДР и постоје могућности значајних нежељених ефеката. Штавише, доступни облици лечења за ДР су веома инвазивни за очи. Имајући ово у виду дошло се до закључка да су безбеднији и ефикаснији фармаколошки третмани потребни за лечење ДР, посебно у раној фази.

## Општа информације о ДР
Код пацијената са шећерном болести, познато је да хипергликемија подстиче високе нивое диацилглицерола који активира протеин киназу Ц (ПКЦ) у васкуларним ткивима и доводи до производње васкуларног ендотелног фактора раста (ВЕГФ) у ретини. Активација ПКЦ и повећана концентрација ВЕГФ-а вероватно ће играти кључну улогу у дијабетичким микроваскуларним компликацијама, посебно променама васкуларне пермеабилности, упале, цурења течности и исхемије у ретини. ПКЦ обухвата супер фамилију изоензима који се активира као одговор на различите стимулусе. ПКЦ фамилија се састоји од 12 изомера који поседују различите разлике у структури, захтевима супстрата, експресији и локализацији. 
Традиционални третман ДР, укључујући лекове који контролишу хипергликемију, ласерску терапију, витректомију и интравитреалне ињекције анти-ВЕГФ, ефикасно се примењује са ефектом неоваскуларизације и превенције макуларног едема. Међутим, нове потенцијалне терапије ДР – фокусиране на дужи терапеутски ефекат и потенцијално мање нежељених ефеката – се широко истражују.  
Доказано је да генска терапија – усмерена на васкулопатију мрежњаче или на заштиту мрежњаче, ињекцијаме мезенхималних матичних ћелија, инхибитори СГЛТ2 и трансплантација ћелија острваца заустављају напредовање ДР. Већина нових истраживања третмана обављена је на животињском моделу и није стигла до завршне фазе студије. 
Даљи будући људски модел и рандомизоване студије са оптимизованим векторима испоруке ће, надамо се, потврдити позитивне резултате нових терапија ДР.

## Агонист алфа рецептора пролифератора-активатора пероксизома (ППАРα)
Недавно истраживане обећава оралну фармакотерапију ДР, чије су методе сигурније, лакше за употребу, прилагођене пацијенту и безболне. Посебно су истраживања фокусирана на агонисте алфа рецептора пролифератора-активатора пероксизома (ППАРα) код којих експериментални докази сугеришу да активација ППАРα може бити уско повезана са слабљењем васкуларних оштећења, укључујући токсичност изазвану липидима, упалу, вишак стварања слободних радикала, ендотелну дисфункцију и ангиогенеза. Штавише, орална примена агониста алфа модулатора рецептора активираног пролифератором пероксизома (СППАРМα) може индуковати експресију фактора раста 21 јетреног фибробласта, што индиректно доводи до заштите мрежњаче у студијама на животињама.

## Селективни инхибитори ПКЦ
Селективни инхибитори ПКЦ изомера и ВЕГФ замка ће вероватно бити нови терапеутици, који могу да одложе почетак или зауставе прогресију дијабетесне васкуларне болести. Нова обећавајућа терапија за дијабетесну ретинопатију пролази кроз испитивања фазе три, у којима су предложили да се циља ПКЦ βII изомер употребом Рубокистаурина члан је породице бисиндолилмалеимида за оралну примену. Поред ретине, ПКЦ βII изомер се налази у већој концентрацији у мозгу, слезини, итд. Дакле, орално циљање може бити могући приступ пошто се генерализовани инхибитори могу показати токсичним у лечењу дијабетесне ретинопатије, а очна испорука може бити бољи алтернативни приступ.